# Garches
Garches [ɡaʁʃ] ist eine französische Gemeinde in der Region Île-de-France im Département Hauts-de-Seine. Sie ist dem Kanton Saint-Cloud und dem Arrondissement Nanterre zugeteilt. Die Einwohner werden Garchois genannt.

## Geografie
Die Wohnstadt mit 17.705 Einwohnern (Stand 1. Januar 2022) liegt in der Agglomeration von Paris zwölf Kilometer westlich des Zentrums der französischen Hauptstadt an einem Hügel zwischen dem Parc de Saint-Cloud und dem Bois de Saint-Cucufa, auch Forêt de la Malmaison genannt.

## Geschichte
In einem Schriftstück aus dem Jahre 1063 erscheint erstmals der Name Garziacus. Seit dem 14. Jahrhundert ist die heutige Schreibweise Garches gebräuchlich.
Ernest Nègre leitet den Ortsnamen vom germanischen Waracus ab, ergänzt mit dem Suffix as. Charles Albert und Charles Rostaing deuten den Ortsnamen dagegen als eine Variante des fränkischen Guerche, eine romanisierte Form von werki, was ‚Befestigung‘ bedeutet.
Spuren von prähistorischen Siedlungen, die Anfang des 20. Jahrhunderts in einer Sandgrube gefunden wurden, bezeugen, dass die Gegend bereits während der Altsteinzeit und der Jungsteinzeit bewohnt war.
Die Pfarrei wurde 1297 von Robert de la Marche gegründet und die Kirche war die erste in Frankreich, welche dem König Saint-Louis, der ein Jahr zuvor heiliggesprochen wurde, geweiht war.
Im Jahre 1702 sagte sich das Gebiet Territoire de Villeneuve-l’Etang von Garches los; es gehört heute zur Nachbargemeinde Marnes-la-Coquette. Im 18. Jahrhundert wuchs Garches stark und der Weinbau wurde ausgedehnt. Während der Belagerung von Paris im Deutsch-Französischen Krieg wurde Garches 1870 beschädigt und bei der Schlacht bei Buzenval am 19. Januar 1871 erlitt der Ort noch verheerendere Zerstörungen.
Im Jahre 1884 wurde die Bahnstrecke von Saint-Cloud nach Saint-Nom-la-Bretèche mit Halt in Garches eröffnet. Die Gemeinde erhielt einen Bahnhof und es wurde eine Straße vom Bahnhof zum Kirchplatz gebaut. Um das Gemeindegebiet besser nutzen zu können, wurden zwischen 1875 und 1925 zahlreiche Neuparzellierungen durchgeführt. Im Jahr 1876 zählte die Gemeinde rund 1.400, im Jahre 1926 fast 6.500 Einwohner.

## Wappen
Blasonierung: Auf silbernem Grund ein rotes Tatzenkreuz, oben rechts bewinkelt mit einem schwarzen Feigenplatz und unten links mit einem Eichenblatt derselben Farbe. Die anderen Winkel zeigen ein schwarzes Mauerwerk. Über all dem in der Mitte eine güldene Fleur-de-Lis auf azurblauem Grund.

## Krankenhaus
- Hôpital Raymond-Poincaré

## Bevölkerungsentwicklung
Bis 1975 wuchs die Bevölkerung stark, seither stagniert die Einwohnerzahl.
| Jahr      | 1936  | 1946  | 1954   | 1962   | 1968   | 1975   | 1982   | 1990   | 1999   | 2008   | 2016   |
| --------- | ----- | ----- | ------ | ------ | ------ | ------ | ------ | ------ | ------ | ------ | ------ |
| Einwohner | 7.472 | 8.828 | 10.447 | 13.244 | 14.217 | 17.998 | 18.094 | 17.957 | 18.026 | 18.157 | 17.663 |

## Sehenswürdigkeiten
- Die Errichtung der Kirche Église Saint-Louis begann 1298 im Jahr der Heiligsprechung des Königs Ludwig IX., dies bezeugt eine Gedenktafel am Eingang des Gotteshauses. Sie wurde während der Schlacht bei Buzenval teilweise zerstört. Die heutige Gestalt der Kirche ist weitgehend das Werk des Architekten Henri Blondel und des Maurereiunternehmers C. Tillet, welche das Bauwerk 1876 restaurierten. Der dazugehörige Friedhof wurde 1930 verlegt. Die Fenster aus dem 19. Jahrhundert wurden 1980 erneuert, die Orgel wurde 1983 ersetzt und vergrößert. 1988 wurde der Dachhelm neu konstruiert und 1990 wurde das Tympanon instand gesetzt. Die Fassade und der Innenraum wurden 1995  renoviert.
- Das Hospiz Ancien hospice Brézin wurde 1836 errichtet. Die Fassade, das Dach und die angrenzende Kapelle stehen seit 1978 unter Denkmalschutz.[5] Zwischen 1932 und 1936 wurde das Hospiz zu einem Krankenhaus umgebaut. Hinter und im Osten des alten Gebäudes sind neue Klinikbauten entstanden. Heute ist das Krankenhaus nach dem ehemaligen französischen Staatspräsidenten Raymond Poincaré benannt.
- Das Haus der Stiftung Fondation Casimir Davaine an der 23 avenue de Brétigny wurde zwischen 1870 und 1880 von Casimir Joseph Davaine, emeritierter Biologe, in Auftrag gegeben. Er vermachte das Gebäude 1891 seiner Frau mit der Auflage, darin ein Rehabilitationszentrum für Mädchen zwischen vier und zwölf Jahren – gleich welcher Konfession – einzurichten.
- Das Anwesen Propriété de Nubar Bey an der 75 rue du 19-Janvier ist eine große Villa, die zwischen 1931 und 1932 von den Architekten Auguste und Gustave Perret gebaut wurde. Auftraggeber war Arakel Bey Nubar Pascha, ein ägyptischer Minister. Die Villa steht seit 1976 unter Denkmalschutz.[6]
- Der Park Parc du domaine des quatre-vents.

## Persönlichkeiten
- Casimir Davaine (1812–1882), französischer Arzt und Forscher, 1882 in Garches verstorben.
- Henri Bergson (1859–1941), französischer Philosoph, Nobelpreisträger für Literatur 1927, begraben in Garches.
- Leo von Prittwitz und Gaffron (1878–1957), Generalmajor der kaiserlich russischen Armee, 1957 in Garches verstorben.
- André Derain (1880–1954), einer der Begründer des Fauvismus, 1954 in Garches verstorben.
- Igor Strawinsky (1882–1971), russischer Komponist, lebte mit seiner Familie 1920/21 in Garches.
- Coco Chanel (1883–1971), Modeschöpferin, besaß eine mondäne Villa in Garches.
- Sidney Bechet (1897–1959), kreolischer Sopransaxophonist und Klarinettist, 1959 in Garches verstorben.
- Clemens von Jagow (1903–1993), Präsident des Landgerichts Lübeck von 1956 bis 1968, 1903 geboren in Garches.
- Jean Orieux (1907–1990), französischer Schriftsteller, 1990 in Garches verstorben.
- Frank Zwillinger (1909–1989), österreichischer Schriftsteller, 1989 in Garches verstorben.
- Rachel Cheigam-Grunstein (1917–2018), französische Widerstandskämpferin und Journalistin verstarb in Garches.
- Robert Veyron-Lacroix (1922–1991), Cembalist und Pianist, 1991 in Garches verstorben.
- Jean-Marie Le Pen (1928–2025), Politiker und Holocaustleugner, 2025 in Garches verstorben.
- Marie-Thérèse Kerschbaumer (* 1936), österreichische Schriftstellerin, 1936 geboren in Garches.
- Daniel Prévost (* 1939), französischer Theater- und Filmschauspieler, 1939 geboren in Garches.
- Georges Poujouly (1940–2000), französischer Schauspieler, Hörspiel- und Synchronsprecher, 1940 geboren in Garches.
- Jean-Dominique Bauby (1952–1997), französischer Journalist, 1997 in Garches verstorben.
- Christine Pascal (1953–1996), Schauspielerin und Regisseurin, 1996 in Garches verstorben.
- Guillaume Depardieu (1971–2008), französischer Filmschauspieler, 2008 in Garches verstorben.

## Städtepartnerschaft
- Gröbenzell, Bayern (seit 1994).